# Heidewitvleugeluil
De heidewitvleugeluil (Aporophyla lueneburgensis) is een vlinder uit de familie uilen (Noctuidae). De wetenschappelijke naam is voor het eerst geldig gepubliceerd in 1848 door  Freyer.

## Kenmerken
Deze soort heeft meestal zeer donkerbruine tot paarsgrijze voorvleugels, hoewel er lichtere grijze vormen bestaan. Er is altijd een veel donkerdere centrale band, bijna zwart in de donkere vormen. Alle lijnen en stigmata zijn zeer netjes gemarkeerd en omrand met lichtere kleur. Daarentegen zijn de achtervleugels veel lichter, vaak bijna puur wit bij het mannetje maar meestal met donkerder aderen. De spanwijdte is 36-41 mm. Het is een stuk kleiner dan de bruine witvleugeluil (Aporophyla lutulenta). 

## Levenswijze
Hij vliegt 's nachts in augustus en september en wordt aangetrokken door licht, suiker en verschillende bloemen. De larve voedt zich gewoonlijk met heide, maar is ook aangetroffen op andere lage planten. Deze soort overwintert als kleine larve.

## Verspreiding
De soort komt voor in Noord- en West-Europa.